# IV. třída okresu Kutná Hora
IV. třída okresu Kutná Hora patří společně s ostatními čtvrtými třídami mezi desáté nejvyšší fotbalové soutěže v Česku. Je řízena Okresním fotbalovým svazem Kutná Hora. Hraje se každý rok od léta do jara se zimní přestávkou. Hraje se ve dvou skupinách (označených A a B), každá skupina má v současnosti 10 účastníků (celkem tedy 20 týmů) z okresu Kutná Hora, každý s každým hraje jednou na domácím hřišti a jednou na hřišti soupeře. Vítěz každé ze skupin postupuje do III. třídy okresu Kutná Hora.

## Vítězové

### IV. třída okresu Kutná Hora skupina A
| Ročník    | Vítězný tým                 |
| --------- | --------------------------- |
| 2003/2004 | TJ Sokol Družba Suchdol „B“ |
| 2004/2005 | FC Bílo Podolí „B“          |
| 2005/2006 | TJ Dynamo Horní Bučice      |
| 2006/2007 | SK Církvice                 |
| 2007/2008 | TJ Sokol Kačina             |
| 2008/2009 | Sokol Chotusice „B“         |
| 2009/2010 | TJ Dynamo Horní Bučice      |
| 2010/2011 | TJ AFK Bratčice             |
| 2011/2012 | FC Bílo Podolí „B“          |
| 2012/2013 | Sokol Chotusice „B“         |
| 2013/2014 | TJ Slovan Horky             |
| 2014/2015 | FK AJAX Štrampouch          |
| 2015/2016 | TJ Sokol Okřesaneč          |
| 2016/2017 | TJ Sokol Vlkaneč            |
| 2017/2018 | TJ Sokol Záboří nad Labem   |
| 2018/2019 |                             |

### IV. třída okresu Kutná Hora skupina B
| Ročník    | Vítězný tým                 |
| --------- | --------------------------- |
| 2003/2004 | SK FK Miskovice             |
| 2004/2005 | SK Malešov „B“              |
| 2005/2006 | TJ Sokol Rataje nad Sázavou |
| 2006/2007 | FK Kavalier Sázava „B“      |
| 2007/2008 | Sokol Zbraslavice „B“       |
| 2008/2009 | FK Soběšín                  |
| 2009/2010 | TJ Viktoria Sedlec          |
| 2010/2011 | Sokol Zbraslavice „B“       |
| 2011/2012 | Fotbal Hlízov               |
| 2011/2013 | TJ Sokol Červené Janovice   |
| 2013/2014 | AFK Kácov „B“               |
| 2014/2015 | SK Nepoměřice               |
| 2015/2016 | TJ Sokol Malín „B“          |
| 2016/2017 | TJ Jiskra Zruč nad Sázavou  |
| 2017/2018 | TJ Sokol Rataje nad Sázavou |
| 2018/2019 |                             |